# Dodecadodecaedro truncado
En geometría, el dodecadodecaedro truncado (o dodecadodecaedro truncado estrellado) es un poliedro uniforme estrellado, indexado como U59. Su símbolo de Schläfli es t0,1,2{5⁄3,5}. Tiene 54 caras (30 cuadrados, 12 decágonos y 12 decagramss), 180 aristas y 120 vértices. La región central del poliedro está conectada al exterior mediante 20 pequeños agujeros triangulares.
El nombre de dodecadodecaedro truncado es algo engañoso: el truncamiento del dodecadodecaedro produciría caras rectangulares en lugar de cuadrados, y las caras del pentagrama del dodecadodecaedro se convertirían en pentagramas truncados en lugar de en decagramas. Sin embargo, es el cuasitruncamiento del dodecadodecaedro, tal como lo define Coxeter, Longuet-Higgins y Miller (1954). Por este motivo, también se le conoce como dodecadodecaedro cuasitruncado. Coxeter et al. acreditaron su descubrimiento a un artículo publicado en 1881 por el matemático austriaco Johann Pitsch.

## Coordenadas cartesianas
Las coordenadas cartesianas de los vértices de un dodecadodecaedro truncado son todos los tripletes de números obtenidos por desplazamientos circulares y cambios de signo de los siguientes puntos (donde {\displaystyle \tau ={\frac {1+{\sqrt {5}}}{2}}} es el número áureo):
{\displaystyle (1,1,3);\quad ({\frac {1}{\tau }},{\frac {1}{\tau ^{2}}},2\tau );\quad (\tau ,{\frac {2}{\tau }},\tau ^{2});\quad (\tau ^{2},{\frac {1}{\tau ^{2}}},2);\quad ({\sqrt {5}},1,{\sqrt {5}}).}
Cada uno de estos cinco puntos tiene ocho posibles patrones de signos y tres posibles cambios circulares, dando un total de 120 puntos diferentes.

## Como gráfico de Cayley
El dodecadodecaedro truncado forma un grafo de Cayley para el grupo simétrico de cinco elementos, generado por dos miembros del grupo: uno que intercambia los dos primeros elementos de una tupla de cinco y otro que realiza una operación de cambio circular en los últimos cuatro elementos. Es decir, los 120 vértices del poliedro se pueden colocar en correspondencia uno a uno con las 5! permutaciones que se pueden formar con cinco elementos, de tal manera que los tres vecinos de cada vértice sean las tres permutaciones formadas a partir de él intercambiando los dos primeros elementos o desplazando circularmente (en cualquier dirección) los últimos cuatro elementos.

## Poliedros relacionados

### Mediano disdiaquis triacontaedro
El mediano disdiaquis triacontaedro es un poliedro no convexo isoedral. Es el dual del dodecadodecaedro truncado, un poliedro uniforme estrellado.